# Selbsthilfeverkauf
Als Selbsthilfeverkauf bezeichnet man im deutschen Schuldrecht die Veräußerung einer geschuldeten Sache durch den Schuldner, um sich gegenüber dem Gläubiger von seiner Leistungspflicht zu befreien.

## Deutschland

### Allgemeines Schuldrecht
Ist eine bewegliche Sache geschuldet und nimmt der Gläubiger die ihm angebotene Sache nicht an (Verzug der Annahme) oder ist dem Schuldner die Person des Gläubigers aus bestimmten Gründen nicht bekannt, etwa infolge unklarer Abtretungsvorgänge oder Erbfolge oder kann der Schuldner aus einem in der Person des Gläubigers liegenden Grund seine Verbindlichkeit nicht erfüllen, z. B. bei dessen Verschollenheit, kann er sich dennoch von seiner Leistungspflicht befreien, indem er Geld, Wertpapiere und sonstige Urkunden, z. B. ein Sparbuch sowie Kostbarkeiten (Schmuck, Edelsteine und dergleichen) bei einer dazu bestimmten öffentlichen Stelle für den Gläubiger hinterlegt (§ 372 BGB). Verzichtet der Schuldner auf sein Rückgaberecht an der hinterlegten Sache, wird der Schuldner durch die Hinterlegung von seiner Verbindlichkeit befreit (Erfüllungssurrogat, § 376 Abs. 2 Nr. 1, § 378 BGB). Der Gläubiger wird Eigentümer der hinterlegten Sache, wenn er das in der Hinterlegungsanzeige des Schuldners gemäß § 374 Abs. 2 BGB enthaltene Übereignungsangebot gegenüber der Hinterlegungsstelle annimmt, die hinsichtlich der Annahmeerklärung Empfangsbotin des Schuldners ist.
Ist eine nicht hinterlegungsfähige Sachen geschuldet, z. B. ein Tier, kann der Schuldner sie öffentlich versteigern lassen und den Erlös der Versteigerung dann hinterlegen (§ 383 Abs. 1 Satz 1 BGB). Dem Schuldner verschafft dies eine erweiterte Möglichkeit der Hinterlegung, obwohl die als Leistung geschuldete Sache nach § 372 zur Hinterlegung nicht geeignet ist. Ein solcher Selbsthilfeverkauf setzt deshalb zusätzlich ein mangelndes Schutzbedürftigkeit des Gläubigers oder ein überwiegendes Veräußerungsinteresses des Schuldners voraus. Das ist der Fall, wenn der Verderb der Sache zu besorgen ist (etwa 1 t Bananen) oder die Aufbewahrung mit unverhältnismäßigen Kosten für den Schuldner verbunden ist. Nicht hinterlegungsfähige Sachen sind grundsätzlich öffentlich zu versteigen, Sachen mit einem Börsen- oder Marktpreis dürfen nach § 385 BGB ausnahmsweise freihändig verkauft werden.
Wird der Selbsthilfeverkauf unrechtmäßig getätigt, führt das zum Unvermögen des Schuldners zur Leistung (§ 275 Abs. 1 Fall 1 BGB), wenn ein Rückerwerb vom Ersteigerer nicht möglich ist.

### Handelskauf
Ist bei einem Kaufvertrag zumindest eine Partei Kaufmann, gelten erleichterte Voraussetzungen für den Selbsthilfeverkauf, wenn sich der Käufer in Annahmeverzug befindet. Bei einem Handelskauf sind alle Sachen in einem öffentlichen Lagerhaus hinterlegungsfähig (§ 373 Abs. 1 HGB). Die Hinterlegung allein hat jedoch keine Erfüllungswirkung. Es geht nur die Gefahr des Untergangs oder der Verschlechterung auf den Käufer über.
Versteigerung und freihändiger Verkauf sind nach Wahl des Verkäufers auch bei hinterlegungsfähigen Sachen zulässig (§ 373 Abs. 2 HGB). Ist die Ware dem Verderb ausgesetzt und Gefahr im Verzuge, so braucht die Versteigerung nicht vorher angedroht zu werden; dasselbe gilt, wenn die Androhung aus anderen Gründen untunlich ist.
Erst mit dem ordnungsgemäß durchgeführten Selbsthilfeverkauf wird der Verkäufer von seiner Lieferpflicht befreit (Erfüllungssurrogat). Der Verkäufer hat damit seine Vertragspflicht erfüllt. Er hat gegen den Käufer Anspruch auf Ersatz der Aufwendungen, die er nach den Umständen für den Selbsthilfeverkauf für erforderlich halten durfte (§ 670 BGB). Der Verkäufer ist anderseits verpflichtet, dem Käufer den Erlös herauszugeben, da der Selbsthilfeverkauf auf Rechnung des Käufers erfolgt (§ 373 Abs. 3 HGB, § 667Alt. 2 BGB). Zugleich bleibt der Käufer zur Zahlung des Kaufpreises verpflichtet.
Die praktische Bedeutung der Vorschriften über den Handelskauf ist nur gering. Im internationalen Warenverkehr erfolgt eine Verdrängung durch das 1991 in Kraft getretene UN-Kaufrecht, das in vieler Hinsicht abweichende Regelungen (etwa die Rügepflicht nach § 377 HGB) enthält.
Befindet sich der Käufer dagegen in Zahlungsverzug, kann der Verkäufer die Kaufsache im Wege des Deckungsverkaufs an einen Dritten veräußern, um so die Höhe seines Schadensersatzanspruches statt der Leistung aus den § 280 Abs. 1 und 3, § 281 BGB gegenüber dem Käufer konkret beziffern zu können.

## Österreich
Das österreichische Unternehmensgesetzbuch sieht in § 373 UGB eine Regelung über den Selbsthilfeverkauf durch einen dazu befugten Unternehmer vor. Mit dem Selbsthilfeverkauf hat der Gesetzgeber eine Möglichkeit vorgesehen, die es dem Schuldner ermöglicht, seine Ware ohne Bindung an den sich in Annahmeverzug befindlichen Gläubiger zu verkaufen und so die Ware vor Preisverfall oder dem Verderben zu schützen.
Die Voraussetzungen dafür sind:
- Warenkauf,
- Annahmeverzug des Käufers,
- vorherige Androhung.

Nach vorgängiger Androhung darf der Verkäufer die Ware durch einen dazu befugten Unternehmer öffentlich versteigern lassen; er kann, wenn die Ware einen Börsen- oder Marktpreis hat, nach vorgängiger Androhung den Verkauf auch aus freier Hand durch einen dazu befugten Unternehmer zum laufenden Preis bewirken.
Der Selbsthilfeverkauf erfolgt für Rechnung des säumigen Käufers. Der Verkäufer hat grundsätzlich den Verkaufserlös abzüglich seiner Aufwendungen und einem angemessenen Entgelt für die Durchführung des Selbsthilfeverkaufs an den Käufer herauszugeben. Davor hat er natürlich das Recht, mit seiner eigenen Kaufpreisforderung aufzurechnen. Ist der aus dem Selbsthilfeverkauf erzielte Preis geringer als der zwischen dem Schuldner und sich in Annahmeverzug befindlichen Gläubiger vertraglich vereinbarte Preis, dann hat der Gläubiger die Differenz an den Schuldner zu bezahlen.

## Schweiz
Art. 92 des Obligationenrechts (OR) regelt die Hinterlegung, Art. 93 OR den Selbsthilfeverkauf, wenn sich der Gläubiger bei einer Sachleistung in Annahmeverzug befindet. Den Ort der Hinterlegung hat der Richter zu bestimmen. Das Gesuchsverfahren zur richterlichen Bewilligung des Selbsthilfeverkaufs zählt zur freiwilligen Gerichtsbarkeit.